# Arbain
Arbain (en árabe: الأربعين‎, romanizado: cuarenta), Chehelom (en persa: چهلم‎, romanizado: el cuadragésimo [día]). Es una observancia religiosa chiita, que ocurre 40 días después del día de Ashura, que es la conmemoración del martirio del nieto del profeta Mahoma, el tercer imán de los chiitas: Husáyn ibn Ali.Husáyn murió, junto con la mayoría de sus familiares y su pequeño séquito, en la batalla de Kerbala el 10 de Muharram del 61 d. H. (680 d. C.) contra el ejército del califa omeya Yazid ibn Mu'awiya (r. 680-683). La batalla se produjo tras la negativa de Husáyn a jurar lealtad a Yazid, a quien los historiadores musulmanes suelen retratar como impío e inmoral. En el Islam chiíta, Kerbala simboliza la eterna lucha entre el bien y el mal, el pináculo del autosacrificio y el sabotaje definitivo de la misión profética de Mahoma.
Arbaín marca un importante punto de inflexión en el movimiento de Kerbala; este día, que no es menos importante que el día de Ashura, es significativo por muchas razones, la principal es que Ahlul Bait (la familia del Profeta) volvió a la tierra de Kerbala, en este día y realizó la visita al Husáyn; así como a la familia leal y los amigos que ofrendaron su vida por la causa del islam.
Arbain coincide con el vigésimo de Safar, el segundo mes del calendario islámico, y su conmemoración tiene sus raíces en tradiciones funerarias islámicas tempranas. Los musulmanes chiítas celebran anualmente el día mediante reuniones para hacer el duelo, recreaciones dramáticas de las narrativas de Kerbala y actos caritativos. Arbain es también un día de peregrinación al santuario de Husáyn en Karbala, Irak. Los peregrinos llegan allí en gran número, a menudo a pie, y muchos de ellos desde la ciudad de Náyaf, a unos ochenta kilómetros de distancia, donde se encuentra el santuario de Ali ibn Abi Talib, el primer imán chiita. La peregrinación de Arbain, prohibida bajo el presidente iraquí Sadam Huseín, ha crecido después de su derrocamiento en 2003 de dos millones de participantes en ese año a alrededor de veinte millones en 2014. Como ocurre con el Ashura, Arbain puede ser una ocasión para violencia suní contra chiítas.

## Antecedentes
En el día Ashura, el 10 del mes de Muharram del año 680 d. C., en las cálidas arenas del desierto de Karbala, en Irak, Husáyn y 72 miembros de su familia, amigos y seguidores, incluido un hijo de 6 meses, fueron martirizados bajo las más horripilantes circunstancias a manos del ejército de Yazid, el segundo califa omeya.
Yaber ibne Abdulá Ansari, compañero insigne del profeta del islam, fue el primer visitante de Karbala, quien luego de pasados los cuarenta días del martirio de Husáyn, y a pesar de sus problemas de visión, llegó a esta tierra en compañía de Atiyet ibne Saad Kufy, reconocido sabio y exegeta del sagrado Corán. Atiyet narró: "junto con Yaber, con el fin de peregrinar al santuario de Husáyn, viajamos a Karbala... Yaber me dijo: llévame hasta la tumba de Husáyn, Yo puse su mano sobre la tumba de Husáyn, Yaber se desmayó y cayó sobre la tumba del Husáyn, eché un poco de agua en su rostro, cuando volvió en sí repitió por tres ocasiones: Ya Huséin y lloraba muchísimo y leí una súplica que es famoso a Ziyarat Arbain. Su visita coincidió con la de los miembros femeninos supervivientes de la familia de Mahoma.
El hijo y heredero de Husáyn, Zain ul-Abidín, que todo había sido cautivo en Damasco por Yazid, el califa omeya. Zain ul-Abideen había sobrevivido a la batalla de Karbala y llevó una vida apartada en tristeza profunda. Se dice que por veinte años siempre que el agua se colocó delante de él, él lloraba. Un día, un criado le dijo: "¡Oh hijo del Mensajero de Dios! ¿No es hora para su dolor a llegar a su fin? Él respondió: "¡Ay de ti! Jacob el profeta tuvo doce hijos, y Dios hizo uno de ellos desaparecen. Sus ojos se volvieron blancos del llanto constante, su cabeza se volvió gris de la tristeza y la espalda doblada convirtió en penumbra, aunque su hijo estaba vivo en este mundo. Pero observé mientras mi padre, mi hermano, mi tío, y diecisiete miembros de mi familia fueron masacrados a mi alrededor. ¿Cómo debe mi dolor llegado a su fin? '.

## Peregrinación anual
Millones de musulmanes de diferentes países llegan cada año a la ciudad santa iraquí de Karbala para conmemorar el día de Arbaín, ceremonia religiosa que marca la culminación de un período de cuarenta días de luto tras el aniversario del martirio de Husáyn, nieto del profeta Mahoma, y el tercer imán chií.
Durante el día, una multitud vestida de negro invadió las calles de la ciudad santa rumbo al mausoleo. Los fieles llevaban banderas negras, rojas o verdes con imágenes del imán Husáyn o lemas religiosos, se golpeaban el pecho y cantaban al unísono en un trance colectivo.
La peregrinación de Arbain es una de las reuniones anuales más importantes del mundo en un solo lugar.
Los iraníes, junto con la comunidad chiita en todo el mundo, conmemoran en todo el país el día de Arbain, fecha que coincide con el 20 del mes de Safar (segundo mes del año del calendario musulmán).
De igual manera, millones de iraquíes de diferentes ciudades, entre ellas Nayaf (sur, y a 55 millas de distancia de Karbala) y Basora (sur, a 425 millas de Karbala), han iniciado desde hace varios días su peregrinaje hacia Karbala.
Según BBC, La ciudad de Karbala en Irak está siendo sede de la mayor reunión anual de los musulmanes chiitas en el mundo en año 2014, a pesar de la amenaza de ataques del grupo terrorista Estado Islámico.
Funcionarios iraquíes dicen que más de 17 millones de peregrinos llegaron a la ciudad para la ceremonia de Arbain en el año 2014.
Las carreteras que conducen a Karbala se han convertido en un río de peregrinos vestidos de negro, ante un enorme dispositivo de seguridad.
En 2009, el número de personas que visitan Karbala en Arbain aumentó significativamente. Según BBC News y Press TV, más de diez millones de personas habían llegado a Kerbala uno o dos días antes de Arbain. Se esperaba que el número de peregrinos que aumente a 18 millones durante los próximos dos días. En 2013, Arbain alcanzó 20 millones de personas de 40 países. Un coche bomba dirigido contra los fieles que regresan de Karbala mataron al menos a 20 peregrinos chiitas en enero de 2013. En 2014, hasta 17 millones de personas hizo la peregrinación y muchos optan por hacer el viaje de 55 millas a pie desde Nayaf, cerca de las zonas controladas por el militante Estado Islámico de Irak y el Levante (ISIL), que ha declarado chiitas musulmanes apóstatas. No hubo informes de principales incidentes en 2014 de Arba'in, que fue considerado un éxito contra ISIL por el gobernador de Karbala, Akeel al-Turaihi.

## Ziyarat Arbain
El Ziyarat Arbain es una súplica que normalmente se lee en Karbala en el día de Arbain.
Hay una narración del sexto imán de los chiitas, al-Sadiq y él enseña este Ziyarat a Safvvan (compañero del imán Sadiq). Safvvan narró de Yaafr Sadiq: lee Ziyarat Arbain (el texto) en el día Arbain en la tarde de este día. Este es un texto famoso que los chiitas lo leen en el día de Arbain.
El Ziarat o la oración es un texto que designa Husáyn como el «heredero» de Adán, Noé, Abraham, Moisés y Jesús.

## Otras religiones y países en Arbain
Mientras que el Arbain es un ejercicio espiritual chií distintivamente, musulmanes sunitas e incluso cristianos, yazidis, zoroastrianos y sabeos participar tanto en la peregrinación, además de servir de devotos. Los peregrinos procedentes de países europeos, entre ellos Suecia, Rusia e incluso a una delegación de la Ciudad del Vaticano se han unido a las celebraciones pasadas. Algunos líderes religiosos cristianos iraquíes también se unieron a la delegación del Vaticano.
Muchas delegaciones de varios países africanos, entre ellos Ghana, Nigeria, Tanzania y Senegal también han participado en la Arbain.

## Fotos

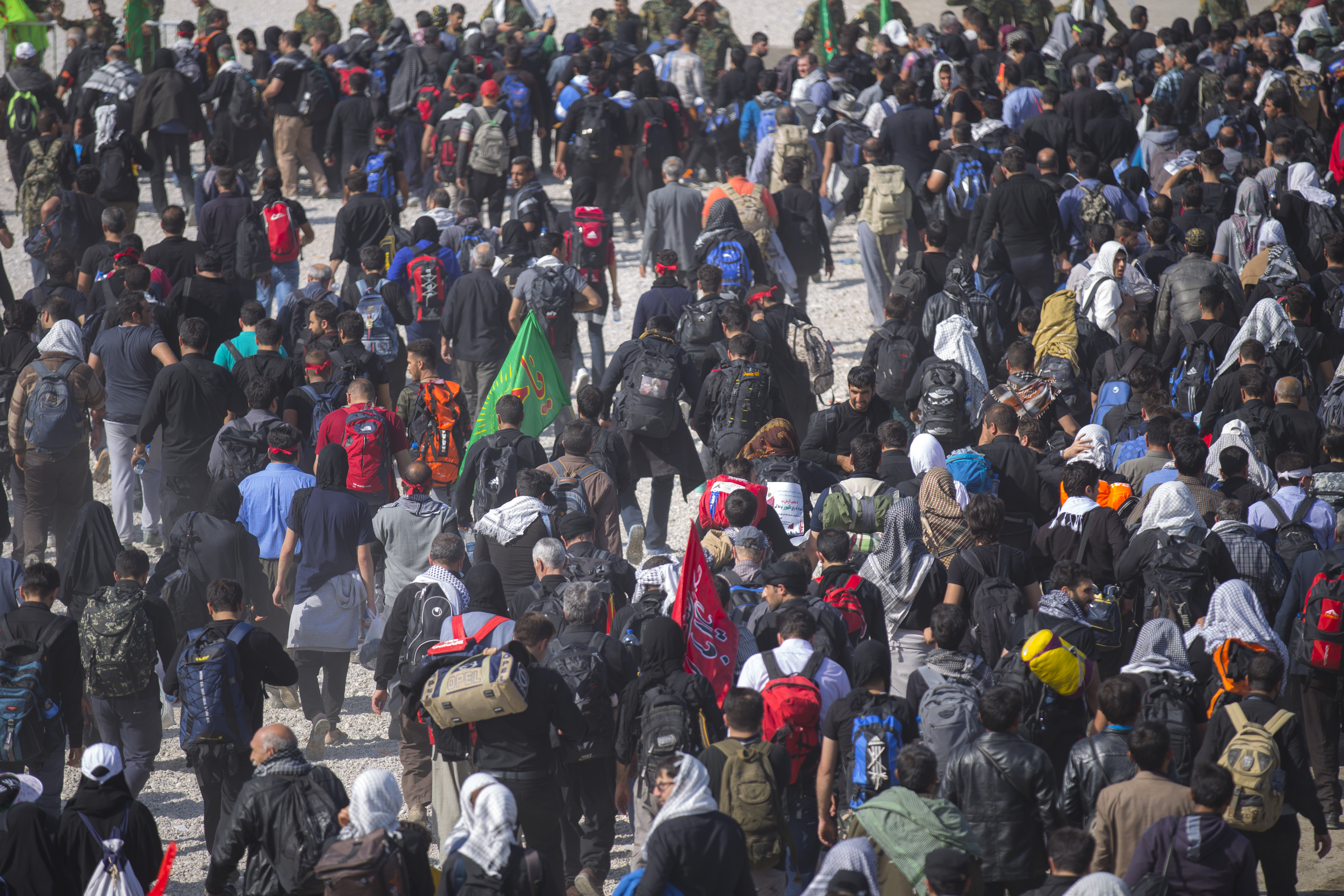
Paseo Arbaeen
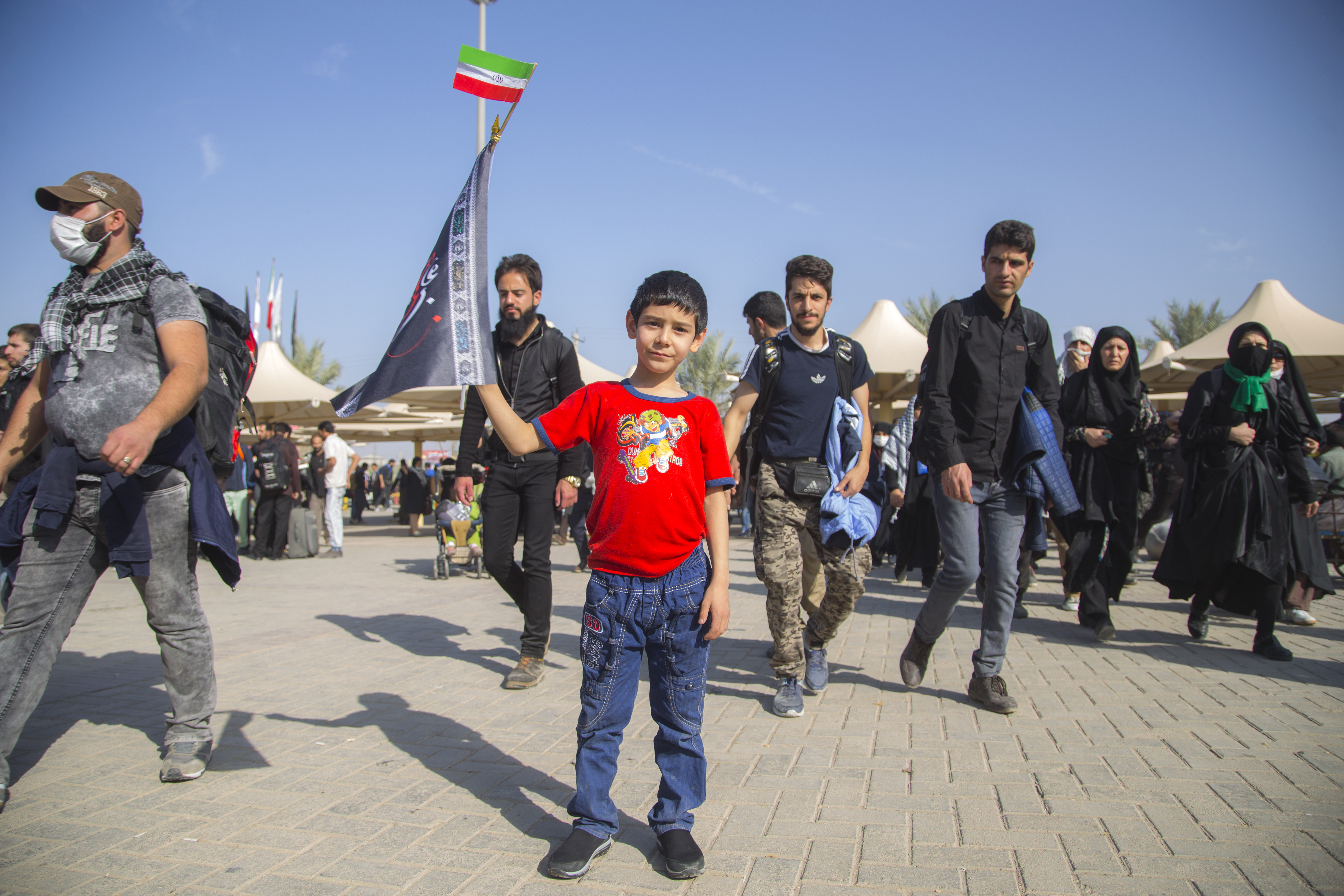
Paseo Arbaeen
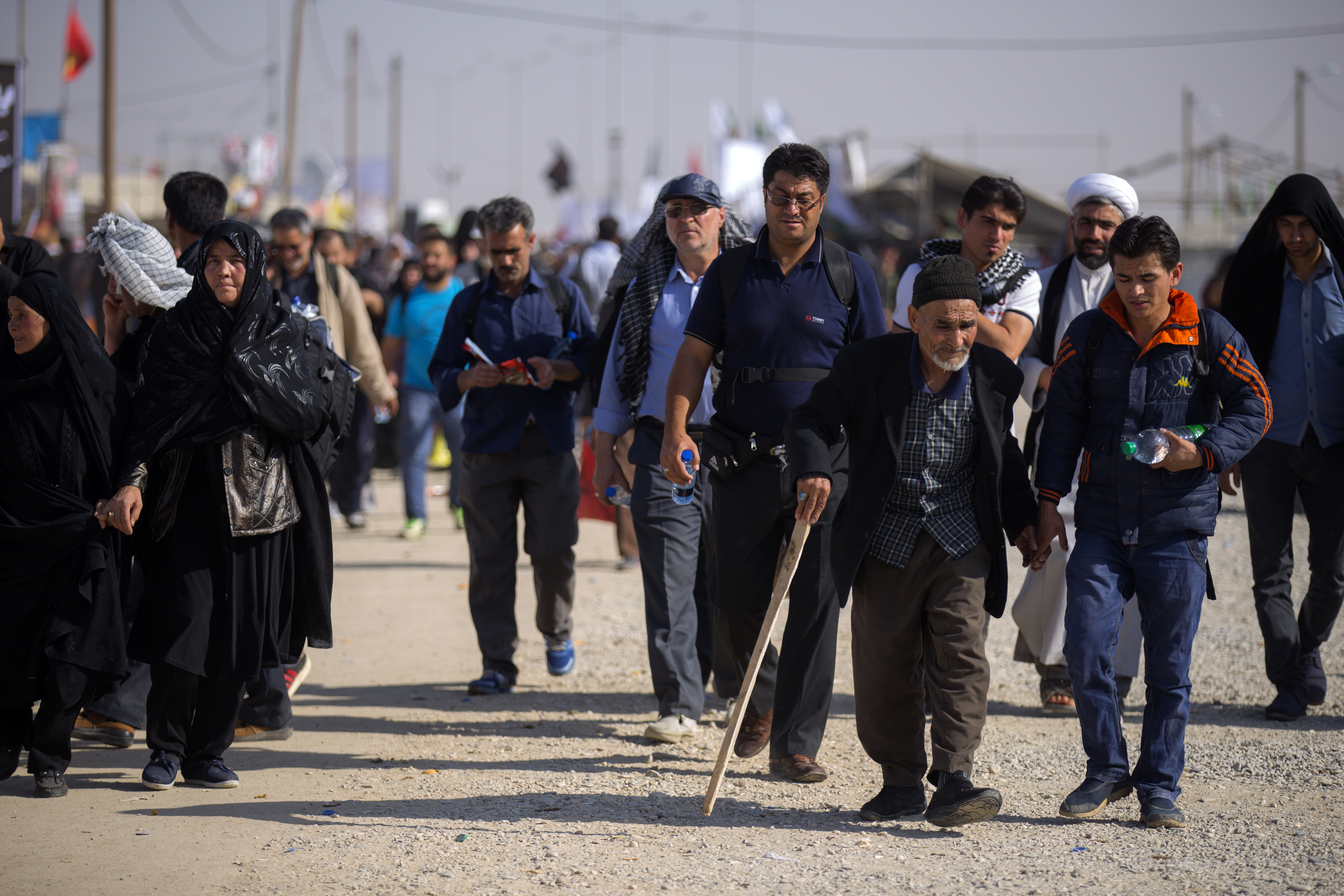
Paseo Arbaeen
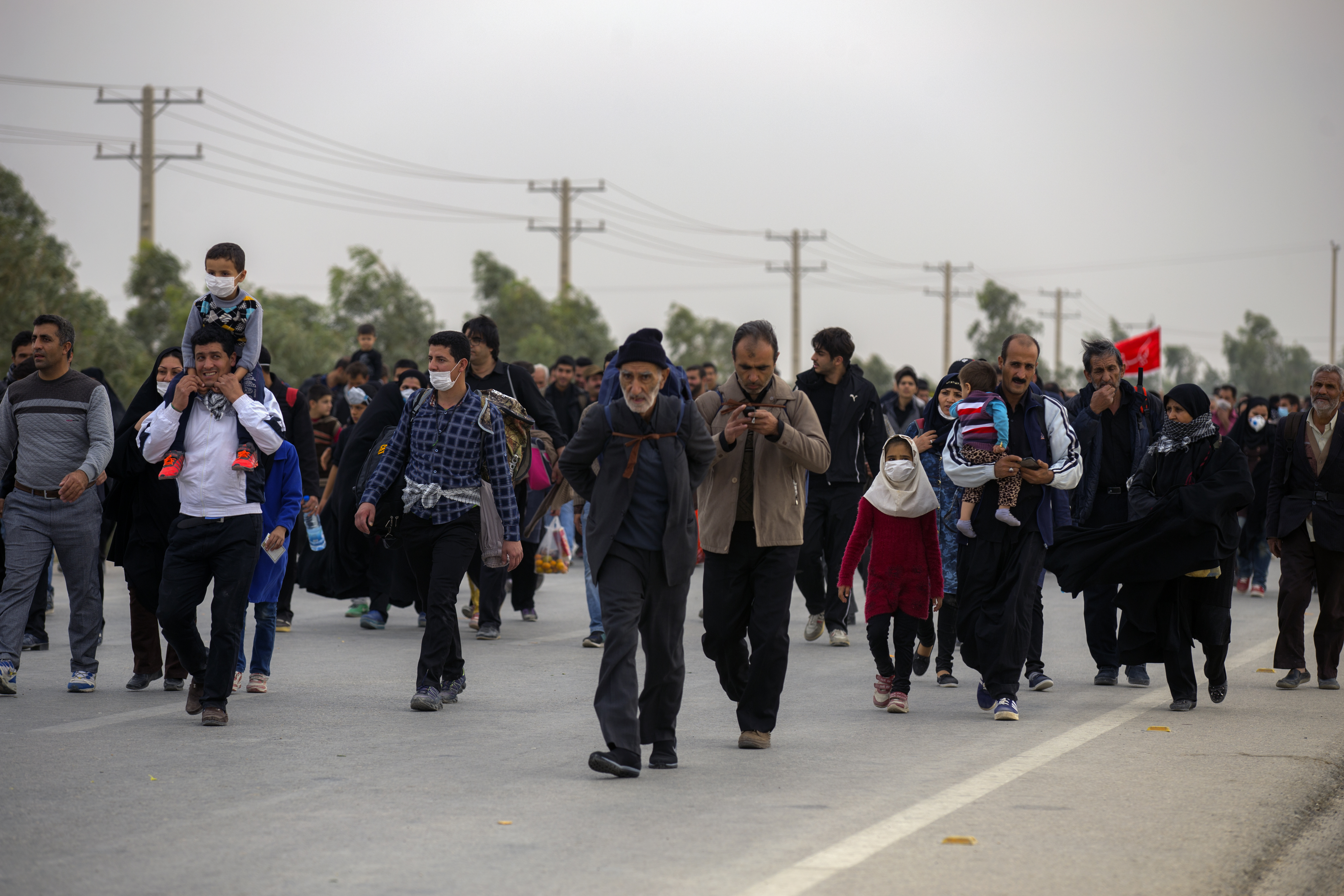
Paseo Arbaeen
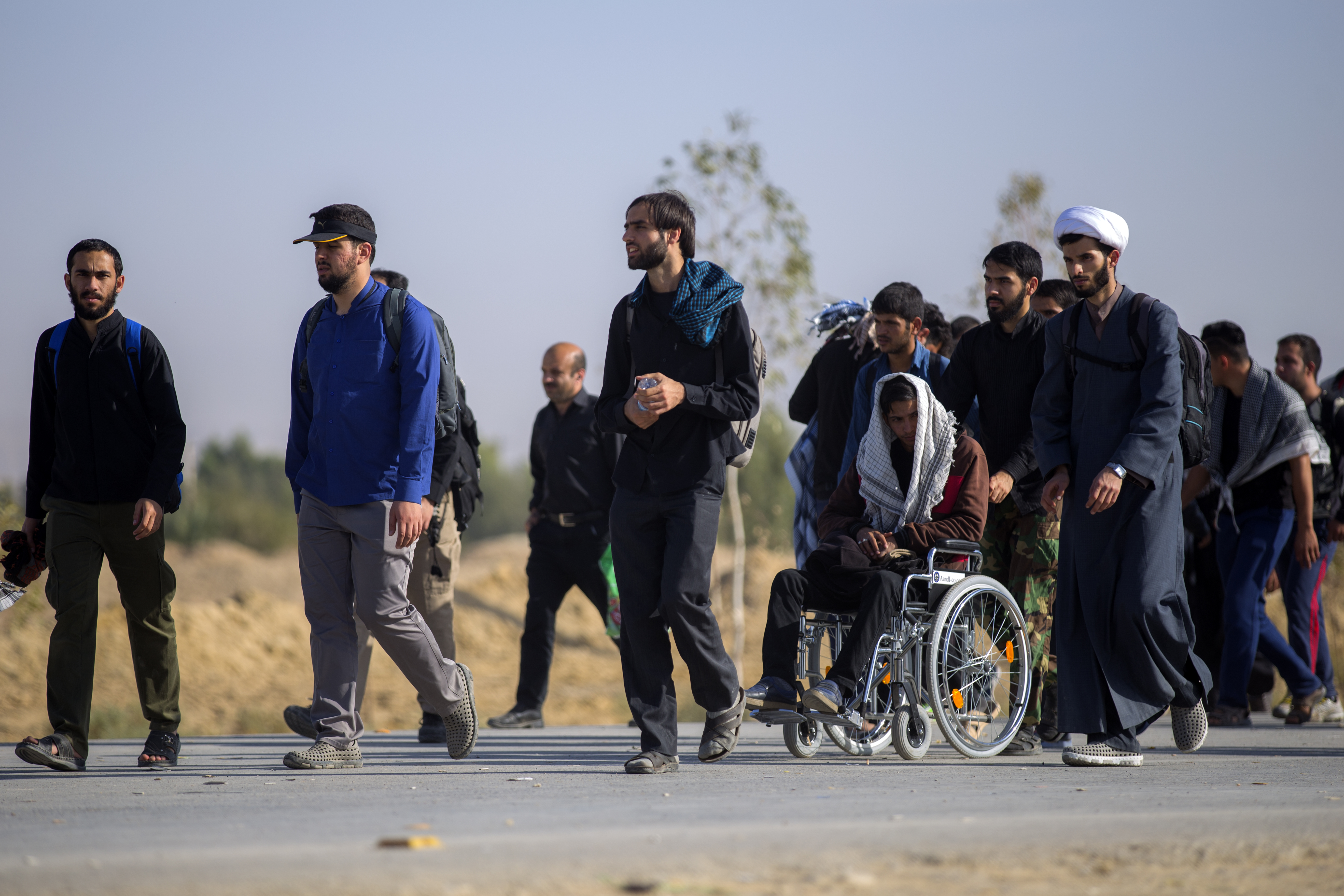
Paseo Arbaeen
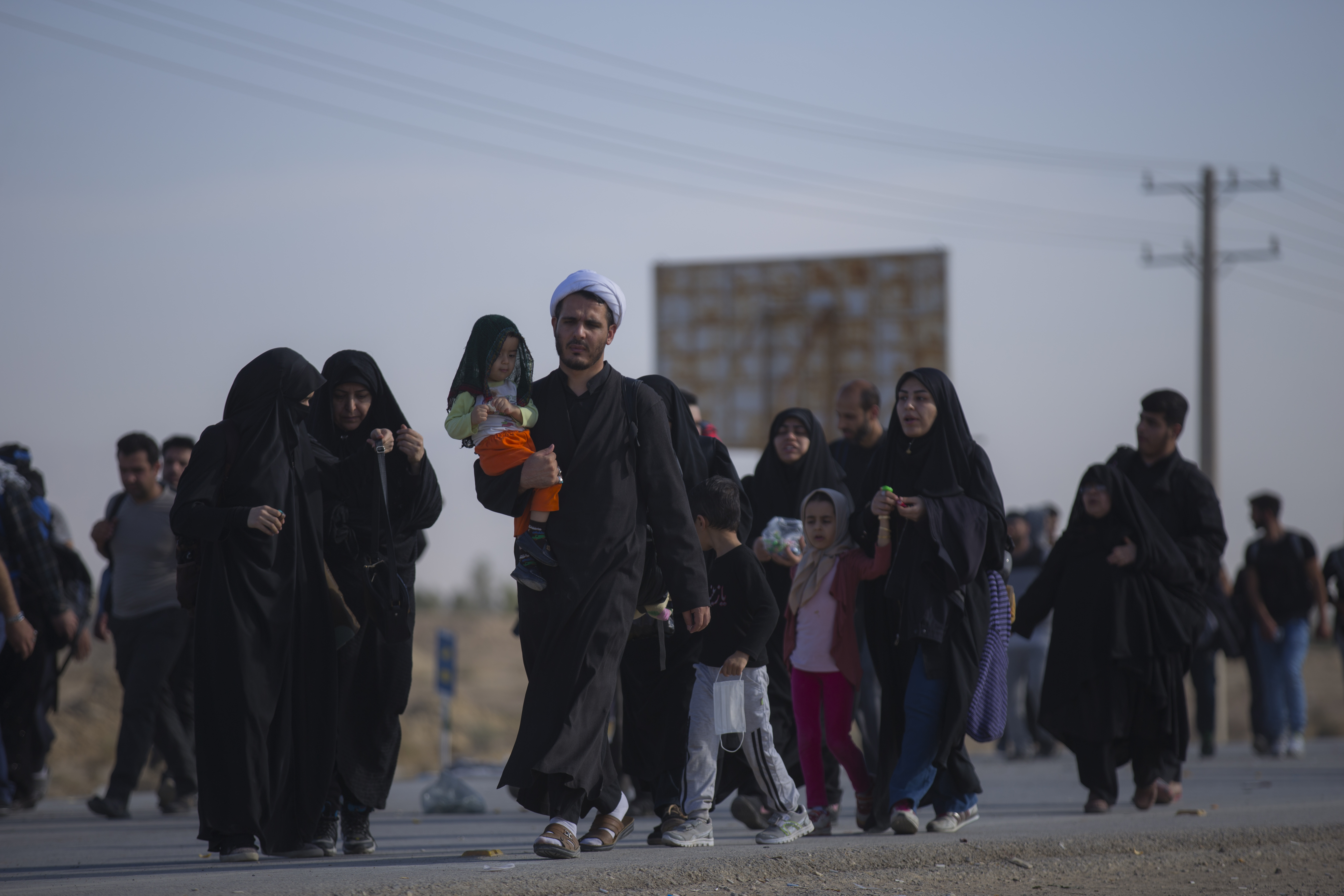
Paseo Arbaeen